# Никифор Василаки (узурпатор)
Никифор Василаки (греч. Νικηφόρος Βασιλάκης) — византийский полководец, который в 1078—1079 годах оспаривал престол у Никифора III Вотаниата (1078—1081), но был побеждён Алексеем Комнином.
В источниках Никифор Василаки фигурирует преимущественно без указания имени, которое указывают только хронисты Иоанн Зонара и продолжатель Скилицы. Происходил из знатной семьи, по мнению А. П. Каждана — армянского или пафлагонского происхождения. В хронике Матфея Эдесского называется имя его отца, Флора, но о нём ничего не известно. В качестве дукса Феодосиополя участвовал в приготовлениях к битве при Манцикерте 1071 года. Он привёл свои войска в расположение армии Романа IV, но был захвачен в плен незадолго до битвы. В плену у Алп-Арслана находился на положении раба, однако неоднократно беседовал с султаном сельджуков о силе византийской армии. После заключения мира Василаки был освобождён и удалился в Пафлагонию. Не известно, чем он занимался до 1077 года, когда хроника Никифора Вриенния Младшего упоминает его в Константинополе интригующим вместе с Иоанном Вриенним против императора Михаила VII в пользу Никифора Вриенния Старшего. Не зная об этом, Михаил VII назначил Василаки дуксом Диррахия и приказал арестовать Вриенния. Встретившись у Фессалоник, Василаки и Вриенний объединили свои силы.
Заручившись поддержкой иллирийских и болгарских войск, Василаки захватил Фессалоники и провозгласил себя императором. Для подавления мятежа Никифор Вотаниат осенью 1078 года призвал на помощь Алексея Комнина. О ходе событий известно из написанной его дочерью Анной Комниной «Алексиады». В походе Комнина сопровождал полководец Татикий, в будущем ставший одним из его военачальников. Имперские войска нашли удобную позицию у реки Вардар: старое (засохшее) русло идеально выполняло роль рва, а новое русло, наполненное водой, не позволяло противнику подойти с других сторон. Ночью Алексей тихо вывел своих солдат из лагеря, оставив палатки и горящие костры. Василаки решил, что противник отдыхает, и напал. Его воины начали мародёрствовать, и, когда Никифор обнаружил трюк Комнина, внезапная атака Алексея позволила победить мятежников. Василаки бежал в Фессалоники и забаррикадировался в местной крепости. Однако имперские войска окружили город и угрожали начать его штурм. Горожане в обмен на гарантии безопасности от Комнина согласились открыть ворота и выдать Никифора. Пленённый бунтовщик был отдан посланцам Вотаниата, которые ослепили политического противника своего повелителя.
Согласно описанию Анны Комнины, «Василаки был мужем удивительным по своему мужеству, храбрости, смелости и силе. Обладая тираническими наклонностями, этот человек достигал высших должностей и титулов, одних домогаясь хитростью, другие узурпируя».